# NGC 5982
NGC 5982 je eliptická galaxie v souhvězdí Draka. Od Země je vzdálená přibližně 132 milionů světelných let, takže při své úhlové velikosti necelé 3′ je její skutečný rozměr asi 100 000 světelných let. Objevil ji William Herschel 25. května 1788.
Tato galaxie má kinematicky narušené jádro, jehož hlavní osa je téměř kolmá ke směru otáčení galaxie.
Obálka této galaxie má mnoho vrstev, dá se jich napočítat až 26. Tyto vrstvy vypadají jako kruhové oblouky, nejvzdálenější má poloměr 150 úhlových minut a leží podél hlavní osy galaxie,
zatímco nejvnitřnější vrstva je od jádra vzdálena 8 úhlových minut.
Vrstevnatá obálka a kinematicky narušené jádro jsou výsledkem pohlcení malé eliptické galaxie touto galaxií.
Kulové hvězdokupy se v této galaxii dají rozdělit na dvě populace, červenou a modrou. Stáří těchto hvězdokup je více než 5 miliard let.
V záři NGC 5982 převládá světlo starých hvězd. V jádru této galaxie leží obří černá díra, jejíž hmotnost se odhaduje na 8,3 × 108 {\displaystyle M_{\odot }}.
Jádro této galaxie není příliš aktivní a možná se řadí mezi galaxie se slabě ionizovaným plynem (low ionization nuclear emission region - LINER).
Je členem skupiny galaxií označené LGG 402, jejímž hlavním členem je spirální galaxie NGC 5985, která je od NGC 5982 vzdálená 7,7′.
Obě galaxie je možné pozorovat alespoň středně velkým hvězdářským dalekohledem, obě mají hvězdnou velikost 11 a při menším zvětšení je možné je pozorovat v jednom zorném poli spolu se z boku natočenou spirální galaxií NGC 5981, která má hvězdnou velikost 13
a od NGC 5982 je vzdálená 6,3′.
Tyto tři galaxie se někdy nazývají Dračí trojice nebo Dračí skupina, ale chybí důkaz, že by všechny tři patřily do stejné galaktické skupiny.